# Pristocera
Pristocera is een geslacht van vliesvleugelige insecten van de familie platkopwespen (Bethylidae).

## Soorten
- P. depressa (Fabricius, 1805)
- P. masii Soika, 1933